# Smach Mean Chey
Huyện Smach Mean Chey là tên cũ của thành phố Khemarak Phoumin (Krong Koh Kong) là một huyện ở tỉnh Koh Kong, tây nam Campuchia.

## Các đơn vị trực thuộc
| Smach Mean Chey |                                                                            |
| Khum (Xã)       | Phum (Làng)                                                                |
| Smach Mean Chey | Phum Ti Muoy, Phum Ti Pir, Phum Ti Bei, Boeng Khun Chhang, Smach Mean Chey |
| Dang Tong       | Phum Ti Muoy, Phum Ti Pir, Phum Ti Bei, Phum Ti Buon                       |
| Stueng Veaeng   | Stueng Veaeng, Preaek Svay                                                 |